# Мерида (аэропорт)
Международный аэропорт Мерида (Международный аэропорт имени Мануэля Крессенсио Рехона, исп. Aeropuerto Internacional Manuel Crescencio Rejón) — международный аэропорт близ города Мерида, Юкатан, Мексика.

## Центр контроля
На базе аэропорта работает центр контроля воздушного пространства (исп. Centro Mérida), один из 4-х в стране. Обеспечивает юго-восток страны.

## Название
Назван в честь Мануэля Рехона (исп. Manuel Crescencio García Rejón), мексиканского юриста и политического деятеля XIX века.